# Binah
Binah, "Entendimento", (Em hebraico, בינה: Beth, Yod, Nun, Hé) é a terceira sephirah da Árvore da Vida cabalística. Na Árvore, ela está localizada no topo do pilar da severidade, logo acima de Geburah e contrastando em oposição a Chokmah. A primeira manifestação de Kether foi Chokmah. Chokmah, por sua vez, é energia pura, sem forma, só força. Binah foi a primeira manifestação da forma sobre a força. Ela foi responsável por limitar o poder infinitamente expansivo de Chokmah, por isso dizem que a energia de binah é constritora. Se não fosse isso, só haveria força no Universo, com a ausência de forma. Logo, nenhum ser vivo poderia existir. Binah, por esse motivo, também é conhecida como Amma, a Grande Mãe, a Mãe Superior, por ter enclausurado a força de Chokmah para dar início ao período de incubação do Universo, assim como uma mãe faz com a força masculina em forma de sêmen, que por si só não pode gerar nada, precisa de um útero para manifestar-se. Na magia, quando o Adepto Iniciado transcende a essa sephirah ele passará a ser reconhecido dentro de algumas ordens de magia como Magister Templi, 8º=3º. Seu texto yetzirático é: "A Terceira Inteligência chama-se Inteligência Santificadora, Fundamento da Sabedoria Primordial; chama-se também Criadora da Fé, e suas raízes são o Amém. É a mãe da fé, a fonte de onde emana a fé". O Arcanjo governante dessa sephirah é o Arcanjo Tzaphkiei. Seu coro angélico são os Aralim, os Tronos. Sua virtude é o silêncio, e seu vício poderá ser a avareza. A experiência espiritual atribuída a essa sephirah é a visão da dor.